# دائرة الرقيبة
دائرة الرقيبة هي إحدى دوائر ولاية الوادي الجزائرية.